# Stadlpost
Die Stadlpost (vormals Musikantenstadlpost) ist ein Print- und Onlinemagazin für Volksmusik und Schlager der StadlPost GmbH. Die Zeitschrift wurde zur 100. Sendung des Musikantenstadls 1997 u. a. von Karl Moik gegründet und war als sendungsbegleitender Printtitel des Musikantenstadls bis 2012 ein Lizenzprodukt des ORF. Im September 2015 wurde in Wien ein Relaunch der Stadlpost gestartet. Die Stadlpost beschreibt sich als ein von der Sendung unabhängiges Print- und Onlinemagazin für „Heimatmusik und Alpenlifestyle“ in der Tradition des Musikantenstadls. Schwerpunkte der Berichterstattung sind die Volksmusik- und Schlagerszene, Informationen über Events und Konzerte der Unterhaltungsbranche, Reportagen über aktuelle Ereignisse und Neuigkeiten der Stars, Mode & Beauty, Gesundheit & Wellness, Reisen sowie Rätsel & Gewinnspiele.
Die Website der Stadlpost ist ein Angebot der StadlPost GmbH, einer 100%igen Tochtergesellschaft der Deutsche Medienportale GmbH in Berlin, der auch die Website  schlager.de gehört.